# Марк Магрий Бас
Марк Магрий Бас (на латински: Marcus Magrius Bassus) е политик и сенатор на Римската империя през 3 век.
През 289 г. Магрий Бас е консул заедно с Луций Рагоний Квинтиан. Тази година след двамата суфектконсули стават Марк Умбрий Прим заедно с Тит Флавий Целиан; Цейоний Прокул с Хелвий Клемент; Флавий Децим с Аниний Максим, а в Британия e император Караузий.